# マガーザ
マガーザ（伊: Magasa）は、イタリア共和国ロンバルディア州ブレシア県にある、人口約100人の基礎自治体（コムーネ）。

## 地理

### 位置・広がり

#### 隣接コムーネ
隣接するコムーネは以下の通り。括弧内のTNはトレント自治県所属を示す。
- ボンドーネ (TN)
- レードロ (TN)
- ティニャーレ
- トレモージネ・スル・ガルダ
- ヴァルヴェスティーノ

### 地震分類
イタリアの地震リスク階級 (it) では、3 に分類される
。